# Goran Tomić
Goran Tomić (Sebenico, 18 marzo 1977) è un allenatore di calcio ed ex calciatore croato, di ruolo attaccante, tecnico dell'Istria 1961.

## Carriera

### Giocatore

#### Club
Comincia la carriera in patria nel 1995 al Sebenico, squadra della sua città natale. Nel 1997 arriva in Italia al L.R. Vicenza, senza scendere mai in campo, e viene girato nella stessa stagione all'AEK Atene. Per la stagione seguente è alla Reggina, dove trova spazio e realizza 3 gol in 23 gare con gli amaranto, che in quella stagione raggiungono la prima promozione in Serie A.
Dal 1999 al 2001 è nuovamente al Vicenza, dove in due stagioni colleziona 6 presenze. Viene acquistato allora dal Salisburgo, ed in terra austriaca segna 19 gol in 64 gare spalmate in cinque stagioni.
Nel 2005 passa ai belgi del Lierse. Nel gennaio del 2006 si trasferisce nella Chinese Super League all'Henan Jianye. Chiude la carriera per problemi fisici.

### Allenatore
Il 27 dicembre 2017 prende le redini della panchina della Lokomotiva Zagabria. Il 9 gennaio 2022 termina la sua avventura nei Lokosi dopo più di tre anni alla guida del club con il quale ha raggiunto la finale di Coppa di Croazia 2019-2020 persa contro il Rijeka.
Il 1º marzo seguente diventa il nuovo allenatore del Rijeka. Il 28 maggio 2022, due giorni dopo la finale di Coppa di Croazia persa contro l'Hajduk Spalato, rescinde consensualmente il contratto che lo legava ai Riječki bijeli.

## Statistiche

### Cronologia presenze e reti in nazionale
| Cronologia completa delle presenze e delle reti in nazionale ― Croazia under 21 | Cronologia completa delle presenze e delle reti in nazionale ― Croazia under 21 | Cronologia completa delle presenze e delle reti in nazionale ― Croazia under 21 | Cronologia completa delle presenze e delle reti in nazionale ― Croazia under 21 | Cronologia completa delle presenze e delle reti in nazionale ― Croazia under 21 | Cronologia completa delle presenze e delle reti in nazionale ― Croazia under 21 | Cronologia completa delle presenze e delle reti in nazionale ― Croazia under 21 | Cronologia completa delle presenze e delle reti in nazionale ― Croazia under 21 |
| Data                                                                            | Città                                                                           | In casa                                                                         | Risultato                                                                       | Ospiti                                                                          | Competizione                                                                    | Reti                                                                            | Note                                                                            |
| ------------------------------------------------------------------------------- | ------------------------------------------------------------------------------- | ------------------------------------------------------------------------------- | ------------------------------------------------------------------------------- | ------------------------------------------------------------------------------- | ------------------------------------------------------------------------------- | ------------------------------------------------------------------------------- | ------------------------------------------------------------------------------- |
| 28-3-1997                                                                       | Sebenico                                                                        | Croazia under 21                                                                | 2 – 0                                                                           | Danimarca under 21                                                              | Qual. Europeo Under-21 1998                                                     | -                                                                               | 90+10’                                                                          |
| 5-9-1997                                                                        | Osijek                                                                          | Croazia under 21                                                                | 6 – 1                                                                           | Bosnia ed Erzegovina under 21                                                   | Qual. Europeo Under-21 1998                                                     | -                                                                               | 67’                                                                             |
| 9-9-1997                                                                        | Køge                                                                            | Danimarca under 21                                                              | 1 – 0                                                                           | Croazia under 21                                                                | Qual. Europeo Under-21 1998                                                     | -                                                                               | 75’                                                                             |
| 22-4-1998                                                                       | Vinkovci                                                                        | Croazia under 21                                                                | 1 – 1                                                                           | Polonia under 21                                                                | Amichevole                                                                      | -                                                                               | 86’                                                                             |
| 4-9-1998                                                                        | Kilkenny                                                                        | Irlanda under 21                                                                | 2 – 2                                                                           | Croazia under 21                                                                | Qual. Europeo Under-21 2000                                                     | -                                                                               |                                                                                 |
| 9-10-1998                                                                       | La Valletta                                                                     | Malta under 21                                                                  | 0 – 3                                                                           | Croazia under 21                                                                | Qual. Europeo Under-21 2000                                                     | -                                                                               | 75’ 78’                                                                         |
| 14-10-1998                                                                      | Sisak                                                                           | Croazia under 21                                                                | 4 – 0                                                                           | Macedonia under 21                                                              | Qual. Europeo Under-21 2000                                                     | -                                                                               | 65’ 66’                                                                         |
| 28-4-1999                                                                       | Zagabria                                                                        | Croazia under 21                                                                | 1 – 0                                                                           | Italia under 21                                                                 | Amichevole                                                                      | -                                                                               | 66’                                                                             |
| 17-8-1999                                                                       | Belgrado                                                                        | Jugoslavia under 21                                                             | 2 – 6                                                                           | Croazia under 21                                                                | Qual. Europeo Under-21 2000                                                     | -                                                                               | 84’                                                                             |
| 21-8-1999                                                                       | Zagabria                                                                        | Croazia under 21                                                                | 1 – 0                                                                           | Malta under 21                                                                  | Qual. Europeo Under-21 2000                                                     | -                                                                               | 87’                                                                             |
| 3-9-1999                                                                        | Zagabria                                                                        | Croazia under 21                                                                | 5 – 1                                                                           | Irlanda under 21                                                                | Qual. Europeo Under-21 2000                                                     | -                                                                               | 87’                                                                             |
| Totale                                                                          |                                                                                 | Presenze                                                                        | 11                                                                              |                                                                                 | Reti                                                                            | 0                                                                               |                                                                                 |

## Palmarès

### Giocatore

#### Competizioni nazionali
- Campionato italiano di Serie B: 1

Vicenza 1999-2000